# Élections législatives de 1876 dans la Haute-Saône
Les élections législatives de 1876 ont eu lieu les 20 février et 5 mars.

## Résultats à l'échelle du département
| Partis         | Partis                            | Premier tour | Premier tour | Deuxième tour | Deuxième tour | Sièges |
| Partis         | Partis                            | Voix         | %            | Voix          | %             | Sièges |
| -------------- | --------------------------------- | ------------ | ------------ | ------------- | ------------- | ------ |
|                | Gauche républicaine, Républicains | 34 894       | 49,42        | 12 229        | 51,18         | 2      |
|                | Centre droit, Constitutionnels    | 23 756       | 33,64        | 11 666        | 48,82         | 2      |
|                | Légitimistes, Cléricaux           | 6 575        | 9,31         |               |               | 0      |
|                | Bonapartistes                     | 5 385        | 7,63         | 0             |               |        |
|                |                                   |              |              |               |               |        |
| Inscrits       | Inscrits                          | 87 115       | 100,00       | 28 650        | 100,00        | 4      |
| Votants        | Votants                           | 71 081       | 81,59        | 24 134        | 84,24         |        |
| Abstentions    | Abstentions                       | 16 034       | 18,41        | 4 516         | 15,76         |        |
| Blancs et nuls | Blancs et nuls                    | 471          | 0,66         | 239           | 0,99          |        |
| Exprimés       | Exprimés                          | 70 610       | 99,34        | 23 895        | 99,01         |        |

## Résultats par arrondissement

### Arrondissement de Gray
| Candidats      | Candidats             | Étiquette           | Premier tour | Premier tour |
| Candidats      | Candidats             | Étiquette           | Voix         | %            |
| -------------- | --------------------- | ------------------- | ------------ | ------------ |
|                | Claude-Marie Versigny | Gauche républicaine | 9 711        | 53,20        |
|                | Napoléon Gourgaud     | Bonapartiste        | 5 385        | 29,50        |
|                | Marquiset             | Constitutionnel     | 3 157        | 17,30        |
|                |                       |                     |              |              |
| Inscrits       | Inscrits              | Inscrits            | 22 206       | 100,00       |
| Votants        | Votants               | Votants             | 18 348       | 82,63        |
| Abstention     | Abstention            | Abstention          | 3 858        | 17,37        |
| Blancs et nuls | Blancs et nuls        | Blancs et nuls      | 95           | 0,52         |
| Exprimés       | Exprimés              | Exprimés            | 18 253       | 99,48        |

### Arrondissement de Lure

#### 1recirconscription
| Candidats      | Candidats             | Étiquette           | Premier tour | Premier tour |
| Candidats      | Candidats             | Étiquette           | Voix         | %            |
| -------------- | --------------------- | ------------------- | ------------ | ------------ |
|                | Louis-Émile Desloye   | Constitutionnel     | 7 838        | 52,88        |
|                | Anne-Charles Hérisson | Gauche républicaine | 6 985        | 47,12        |
|                |                       |                     |              |              |
| Inscrits       | Inscrits              | Inscrits            | 18 584       | 100,00       |
| Votants        | Votants               | Votants             | 14 911       | 80,24        |
| Abstention     | Abstention            | Abstention          | 3 673        | 19,76        |
| Blancs et nuls | Blancs et nuls        | Blancs et nuls      | 88           | 0,59         |
| Exprimés       | Exprimés              | Exprimés            | 14 823       | 99,41        |

#### 2ecirconscription
| Candidats      | Candidats       | Étiquette       | Premier tour | Premier tour |
| Candidats      | Candidats       | Étiquette       | Voix         | %            |
| -------------- | --------------- | --------------- | ------------ | ------------ |
|                | Albert Ricot    | Constitutionnel | 7 346        | 53,90        |
|                | Michel de Sault | Républicain     | 6 283        | 46,10        |
|                |                 |                 |              |              |
| Inscrits       | Inscrits        | Inscrits        | 17 675       | 100,00       |
| Votants        | Votants         | Votants         | 13 718       | 77,61        |
| Abstention     | Abstention      | Abstention      | 3 957        | 22,39        |
| Blancs et nuls | Blancs et nuls  | Blancs et nuls  | 89           | 0,65         |
| Exprimés       | Exprimés        | Exprimés        | 13 629       | 99,35        |

### Arrondissement de Vesoul
| Candidats      | Candidats                 | Étiquette           | Premier tour | Premier tour | Deuxième tour | Deuxième tour |
| Candidats      | Candidats                 | Étiquette           | Voix         | %            | Voix          | %             |
| -------------- | ------------------------- | ------------------- | ------------ | ------------ | ------------- | ------------- |
|                | Alphonse Noirot           | Gauche républicaine | 11 915       | 49,84        | 12 229        | 51,18         |
|                | Sébastien Courcelle       | Centre droit        | 5 415        | 22,65        | 11 666        | 48,82         |
|                | Jules Jacquot d'Andelarre | Centre droit        | 3 424        | 14,32        |               |               |
|                | De Saint-Mauris           | Clérical            | 3 151        | 13,18        |               |               |
|                |                           |                     |              |              |               |               |
| Inscrits       | Inscrits                  | Inscrits            | 28 650       | 100,00       | 28 650        | 100,00        |
| Votants        | Votants                   | Votants             | 24 104       | 84,13        | 24 134        | 84,24         |
| Abstention     | Abstention                | Abstention          | 4 546        | 15,87        | 4 516         | 15,76         |
| Blancs et nuls | Blancs et nuls            | Blancs et nuls      | 199          | 0,83         | 239           | 0,99          |
| Exprimés       | Exprimés                  | Exprimés            | 23 905       | 99,17        | 23 895        | 99,01         |